# Louis-Michel le Peletier
Louis-Michel le Peletier o Lepeletier, marqués de Saint-Fargeau (29 de mayo de 1760-20 de enero de 1793), fue un político francés activo durante la Revolución Francesa.

## Familia
Nacido en París, Le Peletier perteneció a una conocida familia. Su bisabuelo, Michel Robert Le Peletier des Forts, conde de Saint-Fargeau, fue controlador general de finanzas. Le Peletier tenía dos hermanos: Felix (1769-1837), conocido por sus ideas innovadoras, y Michel (1770-1845), un conocido entomólogo. Tras la muerte de sus ascendientes, Le Peletier, heredero del título nobiliario, recibió una gran fortuna.

## Política
Se introdujo en el mundo de la política mientras ejercía como abogado en la Plaza del Châtelet. En 1785, Le Peletier fue ascendido a abogado general, siendo elegido para el parlamento de París en 1789 y convirtiéndose el mismo año en diputado de la nobleza en los Estados Generales.
Inicialmente, Le Peletier compartía la visión conservadora de la mayoría de los miembros de su clase, si bien sus ideas fueron variando gradualmente hasta volverse radicales. El 13 de julio de 1789 solicitó la reposición en su cargo de Necker, cuya dimisión por orden del rey había provocado un gran revuelo en París. En la Asamblea Nacional Constituyente, Le Peletier propuso la abolición de la pena de muerte, de la condena a galeras y de la marca con hierro candente, así como la sustitución de la decapitación por el ahorcamiento. Esta actitud le granjeó una gran popularidad, siendo nombrado presidente de la Asamblea Constituyente el 21 de junio de 1790.
Durante la existencia de la Asamblea Legislativa, Le Peletier fue elegido presidente del Consejo General por el departamento de Yonne en 1791, siendo posteriormente elegido por este departamento para ser diputado de la Convención Nacional. Se mostró favorable al juicio del rey Luis XVI por la Asamblea, siendo su voto uno de los decisivos en la condena a muerte del monarca.

## Reforma educativa
En la Convención, Le Peletier se centró principalmente en la reforma de la educación, promoviendo para ello una educación espartana. Propuso que hombres y mujeres fuesen educados en escuelas estatales y que en las mismas se impartiesen ideas revolucionarias en vez de historia, ciencias, matemáticas, lengua y religión. Este plan educativo contó con el apoyo de Robespierre, siendo tenido en cuenta posteriormente, sobre todo, por Jules Ferry.

## Asesinato
El 20 de enero de 1793, día previo a la ejecución de Luis XVI, Le Peletier fue asesinado en un restaurante de los jardines del Palais-Royal. Su asesino, Philippe Nicolas Marie de Pâris, miembro de la Garde du Corps, le clavó en el pecho un sable que llevaba oculto bajo su capa. Philippe huyó posteriormente a Normandía, donde supuestamente, a punto de ser descubierto, se disparó en la cabeza, si bien otras fuentes afirman que huyó a Inglaterra, donde murió años más tarde.
La Convención honró a Le Peletier con un suntuoso funeral. Su cuerpo fue dispuesto en la plaza Vendôme bajo la estatua del rey Luis XIV, siendo posteriormente enterrado en el Panteón en 1793 y su cuerpo trasladado por su familia el 15 de febrero de 1795.
Un mes después de su asesinato, el 23 de febrero de 1793, la Opéra-Comique representó la primera de las cuatro representaciones de un musical sobre su vida y muerte titulado Le Peletier de Saint-Fargeau ou Le Premier Martyr de la République Française, con libreto de Auguste-Louis Bertin d'Antilly y música de Frédéric Blasius.

## Pintura de David

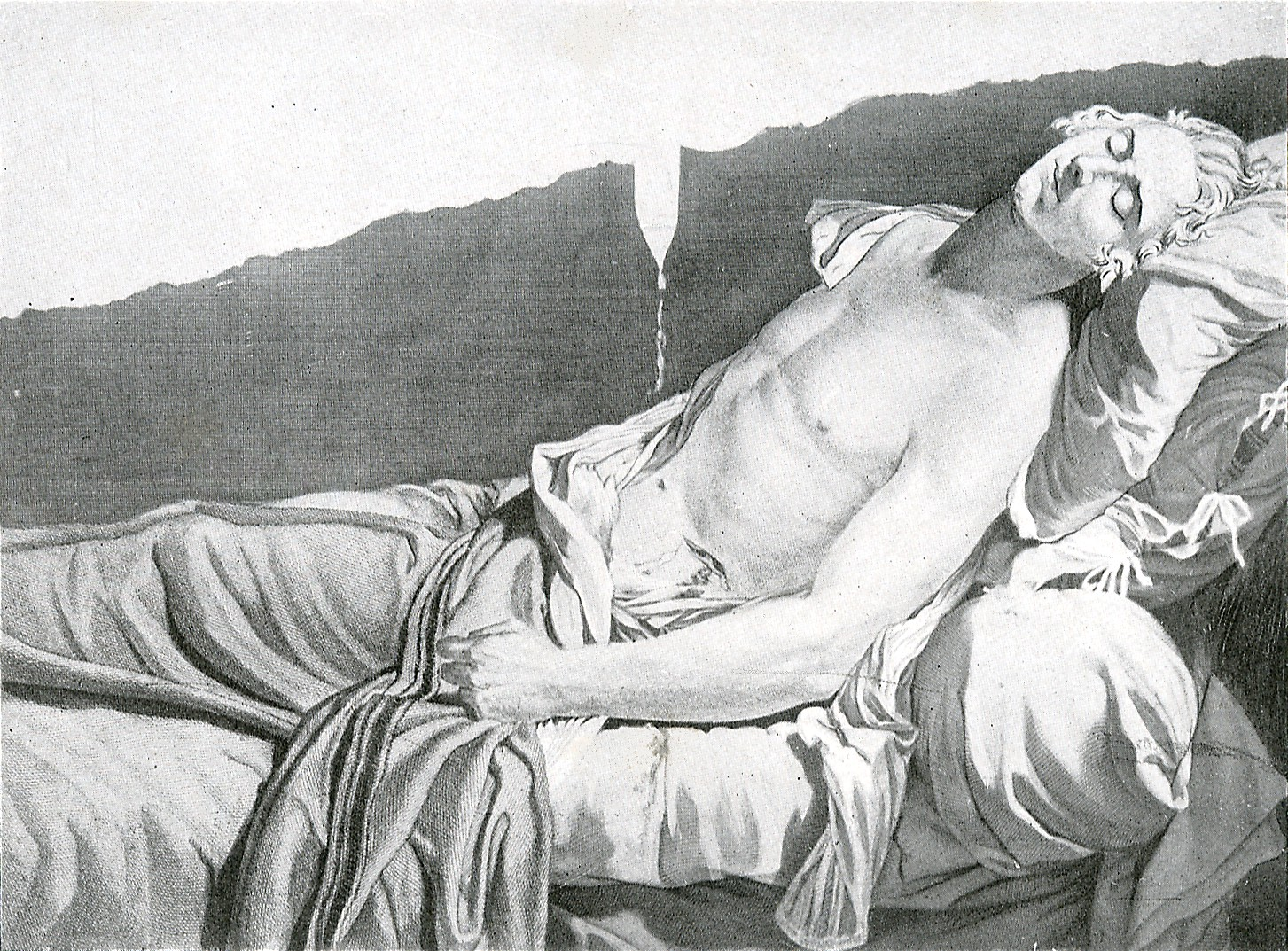
Los últimos momentos de Michel Lepeletier, grabado de Anatole Desvoge a partir de una pintura de Jacques-Louis David.

El pintor Jacques-Louis David representó su muerte en una famosa pintura, Los últimos momentos de Michel Lepeletier. David describió el rostro de Le Peletier como «sereno, eso es porque cuando uno muere por su país, no tiene nada que reprocharse». Esta obra, conocida gracias a un grabado realizado por uno de los alumnos de David debido a que la pintura original fue destruida por la propia hija de Le Peletier, es considerada por los eruditos como la primera pintura de la Revolución francesa, sirviendo además como inspiración para una obra posterior, La muerte de Marat.